# Helastia cymozeucta
Helastia cymozeucta là một loài bướm đêm trong họ Geometridae.